# Margretelund, Åkersberga
Margretelund är ett slott och ett villaområde i Österåkers kommun i Stockholms län. Slottet ligger vid Trälhavet och området gränsar även till viken Sätterfjärden.

## Slottet
Margretelund uppfördes som säteri på 1620-talet av Gabriel Gustafsson Oxenstierna. Marken hade tidigare tillhört byn Järö, en arrendegård under Penningby slott som då ägdes av ätten Bielke. Kort efter grundandet slogs Margretelund samman med den medeltida sätesgården Smedby och bildade ett stort gods.
Märta Turesdotter Bielke ärvde gården efter sin far, riksrådet Ture Bielke (Bielke af Åkerö) år 1600. Hon gifte sig med Gabriel Oxenstierna och de fick sju barn.
När Märta Bielke hade avlidit 1620 gifte Gabriel Oxenstierna om sig 1622 med Märtas kusin friherrinnan Margareta Claesdotter Bielke (Bielke af Åkerö) (död 1629), gården är uppkallad efter Margareta Bielke.
Margareta Bielke var dotter till Claes Nilsson Bielke. Margareta Bielke ligger jämte sin förra man, riksrådet och riksamiralen, friherre Axel Nilsson Ryning, begraven i Länna kyrka i Roslagen, där hennes andra make Gabriel Gustafsson Oxenstierna låtit uppsätta en vacker gravvård med latinsk påskrift. År 1631 gifte Gabriel Gustafsson Oxenstierna sig för tredje gången med Brita De la Gardie. Märta Bielke begravdes först i Storkyrkan i Stockholm, men sedan flyttades gravvården jämte mannen Gabriel Gustafsson Oxenstierna till Tyresö kyrka, där Oxenstiernas gravmonument i marmor finns.
På en geometrisk karta från 1640 kommenterar lantmätaren Sven Månsson, "Föreskrefne Margarethelundh är en lustigh ort och lägenheet och skipzleden straxt här hoos". Slottet byggdes nära havsviken Sätterfjärden som var en skyddad ankringsplats för båtar. En kanal gick från Sätterfjärden till Qwallen (även kallad Kvallen), en damm framför slottet. Sedan dess har kanalen förvandlats till ett dike och dammen nästan helt vuxit igen. Den yttre delen av kanalen muddrades upp för något år sedan.[när?]
Det nuvarande slottet uppfördes 1658, troligen med utgångspunkt i Gabriel Oxenstiernas och Margareta Bielkes första stenhusbyggnad, men dess utseende i nybarock är följden av en renovering 1897 av arkitekten Rudolf Arborelius. Då tillkom de två utmärkande tornen. Slottet är sommartid ganska svårt att se från land på grund av skymmande skog. Margretelund som sannolikt ombyggdes av någon av de ledande arkitekterna på 1650-talets slut avbildas i en plansch i Erik Dahlberghs Sueciaverk. Under 1700-talets förra hälft var det dags för nästa ombyggnad med en ny bågfronton och flyglar i sten med platta altantak med balustrader enligt en teckning i Daniel Tilas' samling i Kungl. biblioteket.
Slottet Margretelund är privatbostad och ägs av en medlem av släkten Åkerhielm.

## Villaområdet
Margretelund är även namnet på ett villaområde i slottets närhet.
Landmärken i villaområdet Margretelund är bland annat Margretelundsskolan, Tråsättraskolan, Bergsättraskolan och Trälhavsbadet (även kallat Margretelundsbadet).